# Gare de Fujieda
La gare de Fujieda (藤枝駅, Fujieda-eki) est une gare ferroviaire de la ville de Fujieda, dans la préfecture de Shizuoka au Japon. La gare est exploitée par la JR Central.

## Situation ferroviaire
La gare de Fujieda est située au point kilométrique (PK) 200,3 de la ligne principale Tōkaidō.

## Historique
La gare de Fujieda a été inaugurée le 16 avril 1889.

## Service des voyageurs

### Accueil
La gare dispose d'un bâtiment voyageurs, avec guichets, ouvert tous les jours.

### Desserte
- Ligne principale Tōkaidō :
  - voies 1 et 2 : direction Shizuoka et Numazu
  - voie 3 : direction Hamamatsu et Toyohashi